# Raphiglossa irana
Raphiglossa irana är en stekelart som beskrevs av Giordani Soika 1970. Raphiglossa irana ingår i släktet Raphiglossa och familjen Eumenidae. Inga underarter finns listade i Catalogue of Life.